# 中心傍小葉
中心傍小葉（ちゅうしん ぼう しょうよう、英：Paracentral lobule）は、大脳の内側面にある脳回。中心溝の周辺の、帯状溝の縁溝と中心傍溝とで囲まれた領域のこと。中心傍回（ちゅうしんぼうかい、英：Paracentral gyrus）とも呼ばれる。中心前回と中心後回の内側面側への延長にあたり、体性感覚および運動出力と関わる情報処理において様々な役割を担っていると考えられている。
文献によってはこの領域は単に、中心前回と中心後回の内側部分、として分類されている。

## 解剖

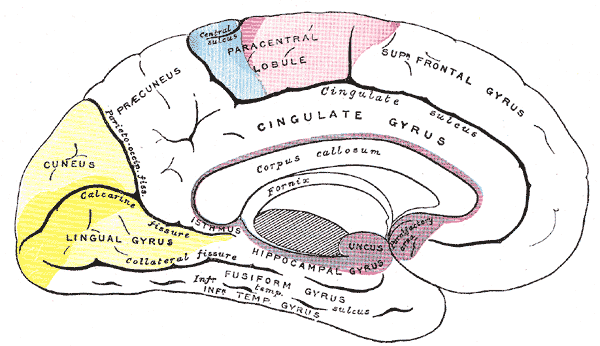
グレイによる大脳皮質の機能分類。中心傍小葉を、中心溝より前を運動野（赤色）、より後ろを感覚野（青色）として描いている。

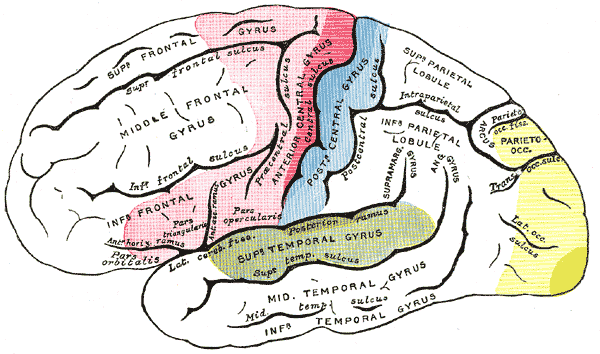
同じくグレイ。こちらは外側面。中心傍小葉は一般に運動皮質（赤色、主に中心前回）と体性感覚皮質（青色、中心後回）の内側面への延長と捉えられている。

中心傍小葉は前方で上前頭回と、後方で楔前部と、下方で帯状回とそれぞれ接する。また半球上縁（大脳半球の一番てっぺんの部分）を挟んで、外側面の脳回である中心前回および中心後回と接する。
中心傍小葉は中心溝を挟んで前部と後部に分けられる。
- 前部は前頭葉に属する。中心傍小葉前部はブロードマンの脳地図における、4野にあたる。中心前回とともに運動の実行機能を担っている。中心傍小葉は特に下肢（足のこと）の運動の実行機能との関わりが深い[3]。
- 後部は頭頂葉に属する。中心傍小葉後部をブロードマンは、3,1,2野と5野に区分けしている[1]。

前部と後部の区分は中心溝を目印として行われるが、内側面から中心溝が見えない場合には、この区分はしばしば細胞構築学的に行われる（つまり顕微鏡で各部の皮質の層構造を見て、その差と類似性に基づいて区分けを行う）。

## 参考画像

中心傍小葉の位置を様々な角度から見た動画。赤く塗られている所が左大脳半球の中心傍小葉。中心傍小葉は大脳の内側面にある。
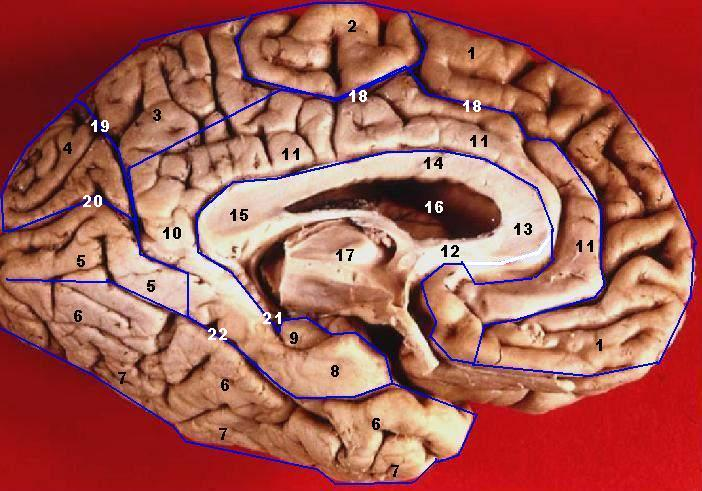
人間の左大脳半球の内側面の区分け写真。中心傍小葉は図中番号2。
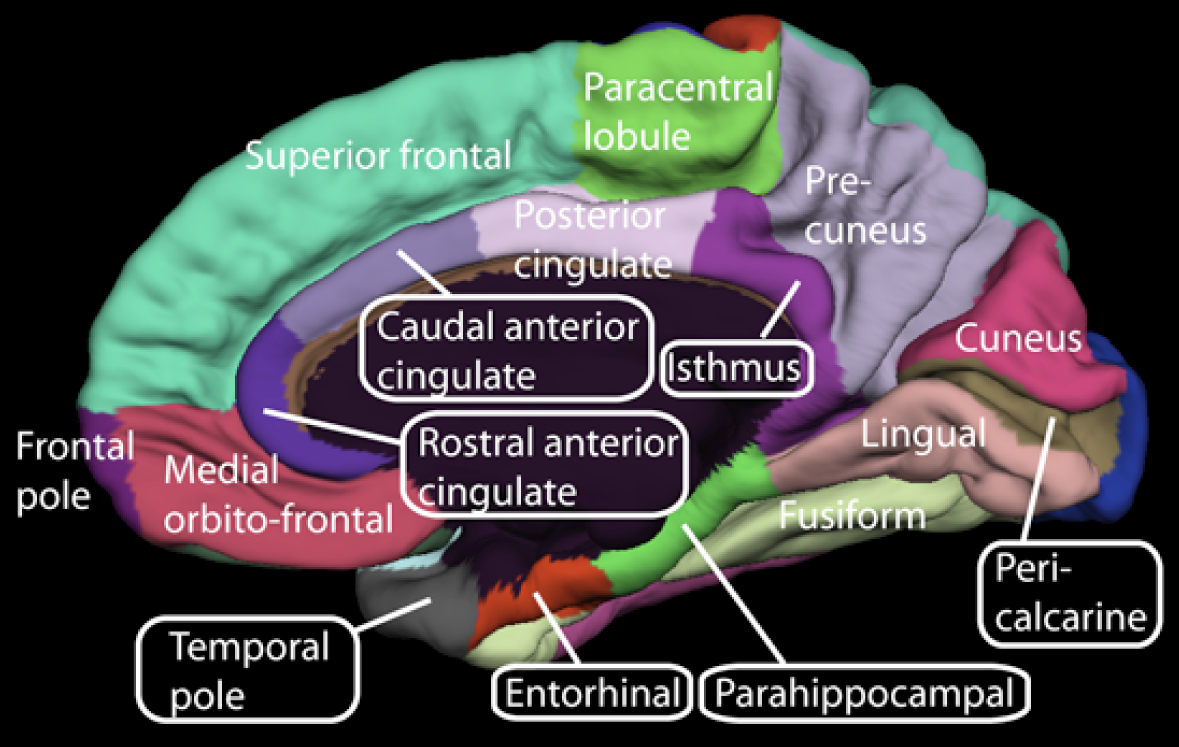
ソフトアウェアを用いたMRIイメージの再構築画像。中央上部、鮮やかな緑色の所が中心傍小葉。
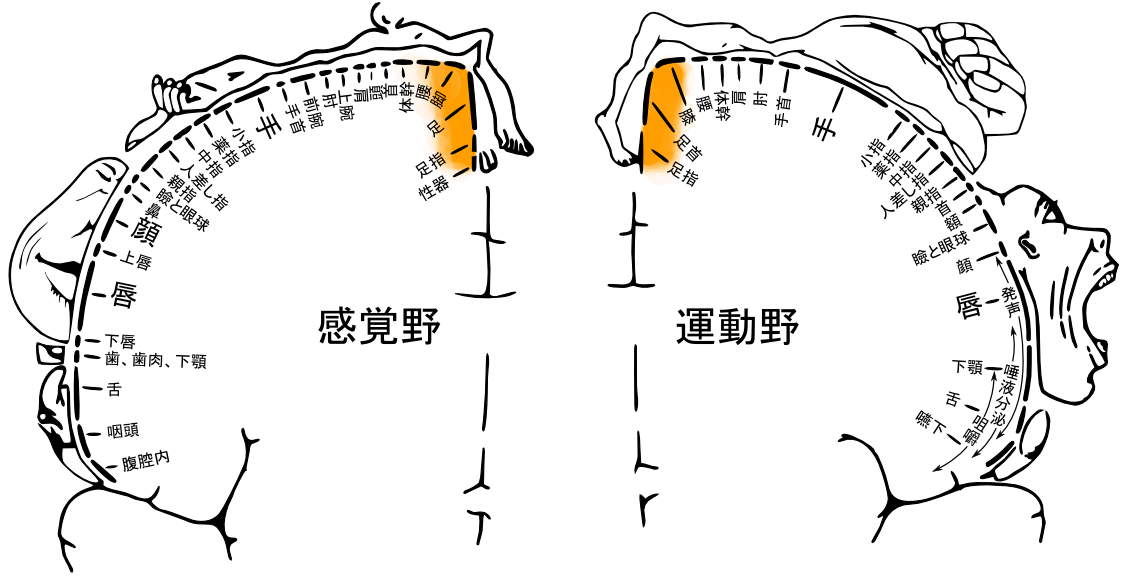
ペンフィールドの体部位局在の図に中心傍小葉の位置を重ねたもの。オレンジ色の部分が中心傍小葉に当たる。右の運動野の部分が中心傍小葉前部に、左の感覚野の部分が中心傍小葉の後部に当たる

### 関連する脳溝

帯状溝。中心傍小葉の境界を定める脳溝。
縁溝。特に中心傍小葉の後方の境界を定める部分。
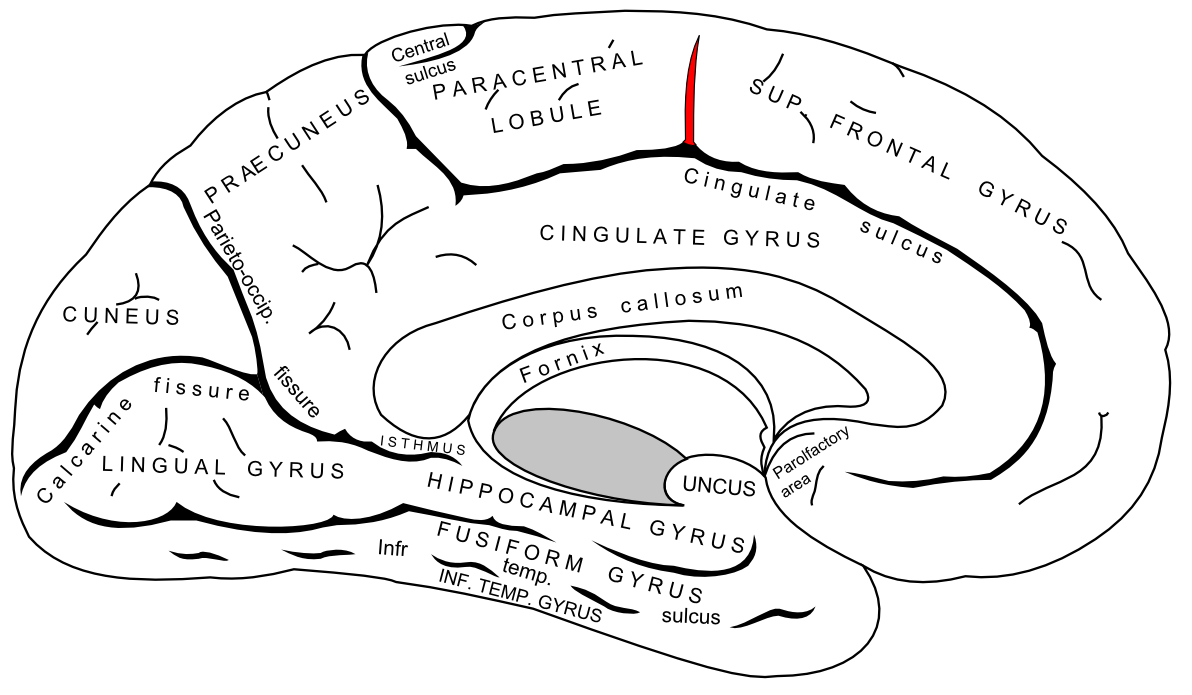
中心傍溝。特に中心傍小葉の前方の境界を定める部分。
中心溝。中心傍小葉の前部と後部を分ける目安となる脳溝。

### 関連するブロードマン領野

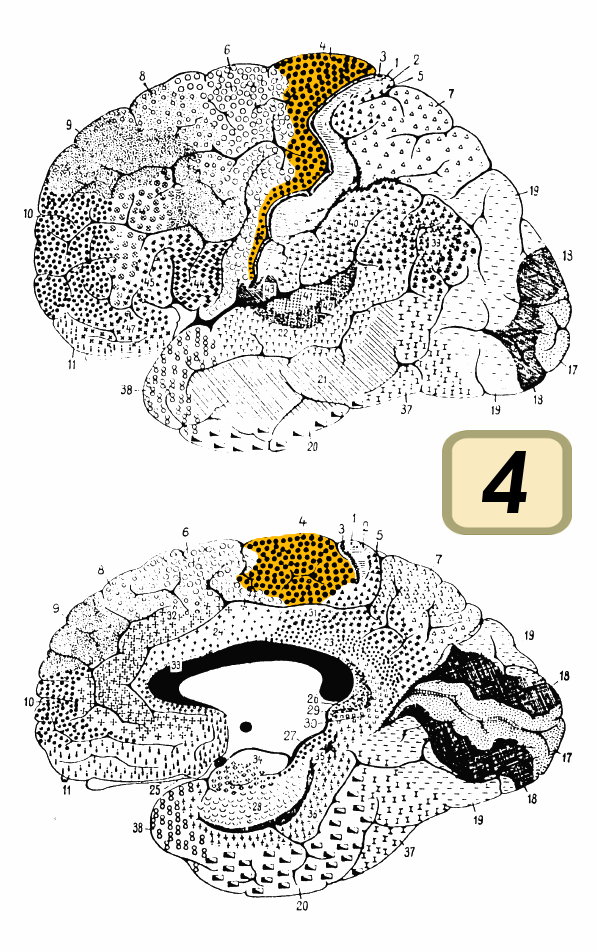
4野。中心傍小葉の前部がおおよそ4野に相当する。
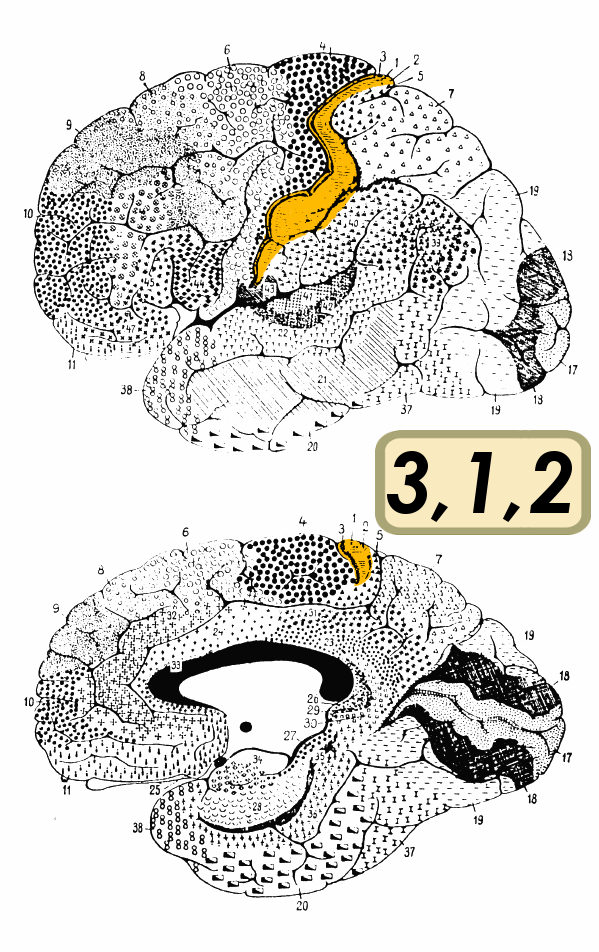
3,1,2野。中心傍小葉の後部は3,1,2野に分類される領域を含む。
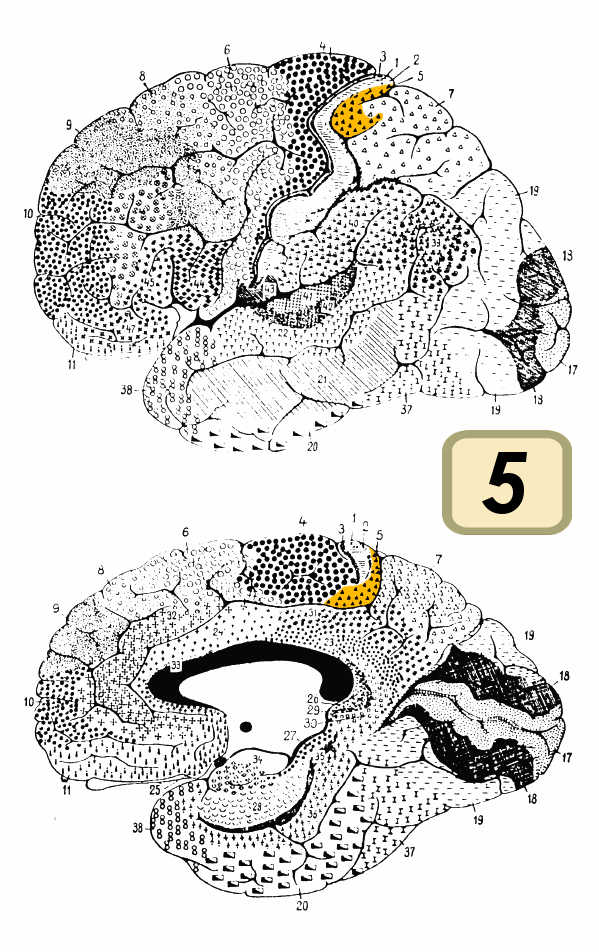
5野。中心傍小葉の後部は5野に分類される領域を含む。